# Шарафєєв Саїд Мінгазович
Саїд Мінгазович Шарафєєв (3 січня 1906, село Псєєво Єлабузького повіту Вятської губернії, тепер Менделєєвського району, Татарстан, Російська Федерація — 29 січня 1975, місто Казань, Татарстан, Російська Федерація) — радянський діяч, голова Ради міністрів Татарської АРСР. Депутат Верховної ради Татарської АРСР 1-го, 2-го та 4-го скликань. Депутат Верховної ради СРСР 1-го, 2-го, 3-го та 5-го скликань.

## Біографія
Народився в селянській родині. У 1924 році закінчив три курси Єлабузького педагогічного технікуму.
У 1925—1926 роках — секретар Татарсько-Сарсазької сільської ради Камаївської волості Єлабузького повіту Татарської АРСР. З 1926 до 1927 року працював діловодом фінансової частини виконавчого комітету Камаївської волосної ради Єлабузького кантону Татарської АРСР. З 1927 до 1929 року — завідувач фінансової частини виконавчого комітету Салауської волосної ради Татарської АРСР.
Член ВКП(б) з 1929 року.
У 1929—1930 роках — голова виконавчого комітету Салауської волосної ради Челнинського кантону (з 1930 року — Красноборського району) Татарської АРСР.
У 1930—1933 роках — завідувач Красноборського районного фінансового відділу Татарської АРСР. У 1933—1936 роках — завідувач Арського районного фінансового відділу Татарської АРСР.
У 1936—1937 роках — голова виконавчого комітету Ворошиловської районної ради Татарської АРСР.
У 1937—1942 роках — народний комісар фінансів Татарської АРСР.
У 1942—1943 роках — заступник голови Ради народних комісарів Татарської АРСР.
У жовтні 1943 — квітні 1950 року — голова Ради народних комісарів (з 1946 року — Ради міністрів) Татарської АРСР.
У 1950—1951 роках — слухач курсів перших секретарів обкомів, голів облвиконкомів та рад міністрів при ЦК ВКП(б).
У 1951—1957 роках — міністр фінансів Татарської АРСР.
У 1955 році закінчив заочну Вищу партійну школу при ЦК КПРС.
У березні 1957 — лютому 1959 року — голова Ради міністрів Татарської АРСР.
З 1959 року — персональний пенсіонер у місті Казані.
Помер 29 січня 1975 року в Казані.

## Нагороди
- два ордени Леніна
- орден Трудового Червоного Прапора
- орден «Знак Пошани»
- медалі